# Ataxia óptica
La ataxia óptica es un trastorno de la coordinación entre la visión y el movimiento de la mano. Es una deficiencia en apuntar hacia un estímulo en ausencia de desorientación visual, deterioro propioceptivo, cinestésico o motor. El problema radica en la fijación del estímulo, pese a que se conserve la orientación.

## Primera descripción
Este síndrome fue descrito por primera vez en 1909 por el neurólogo Rudolph Bálint en un artículo en el que describía el síndrome más general que hoy día lleva su nombre: síndrome de Bálint. Se trata de un síntoma de lesiones cerebrales.

## Síntomas
Aparentemente la visión no está afectada pero quien la sufre no acierta a coordinar sus movimientos: encender un cigarrillo puede ser una tarea imposible. El paciente describe lo que ve, pero no es capaz de acertar con sus movimientos. Tampoco el sistema motor parece afectado, ya que si se le pide que ejecute movimientos con los ojos cerrados (como tocarse partes del cuerpo), los ejecuta sin dificultad. Entre los síntomas se encuentran:
- Deficiencias en tareas espaciales.
- Dificultad para orientarse con estímulos visuales.
- Dificultad para dirigir la mano o brazo para alcanzar algo.
- Mal ajuste de los dedos al agarrar.
- Problemas al escuchar y coordinación viso-manual

## Localización cerebral
Las técnicas de neuroimagen muestran que las lesiones cerebrales que conllevan la ataxia óptica interesan la corteza parietal posterior en su parte más cercana al surco intraparietal.